# Nicole Cooke
Pour les articles homonymes, voir Cooke.
Nicole Cooke, née le 13 avril 1983 à Swansea, est une cycliste galloise. Professionnelle de 2002 à 2012, elle a été championne olympique et championne du monde en 2008. Elle a remporté la Coupe du monde sur route en 2003 et 2006, dix titres de championne de Grande-Bretagne sur route, la course en ligne des Jeux du Commonwealth de 2002.

## Biographie

### Jeunesse et carrière amateur
Nicole Cooke naît à Swansea, au pays de Galles, et grandit à Wick dans le Vale of Glamorgan. Elle commence le cyclisme à onze ans, à l'Ajax Cycling Club de Cardiff. À 16 ans, elle devient la plus jeune coureuse à décrocher un titre national sénior en remportant le championnat de Grande-Bretagne sur route. Elle gagne également les neuf étapes du Jeugd Wielerfestijn Tour, une épreuve hollandaise réservée aux juniors. Elle est ensuite en 2001, à 17 ans, la plus jeune championne de Grande-Bretagne de cyclo-cross. Quelques mois plus tard, elle est pour la deuxième fois championne de Grande-Bretagne sur route. Au niveau international, elle court en catégorie junior. Elle y est quatre fois championne du monde : elle obtient un premier titre en 2000 aux championnats du monde de Plouay, puis réalise l'année suivante un doublé aux championnats du monde sur route de Lisbonne, en gagnant la course en ligne et le contre-la-montre. Elle est également championne du monde junior de cross country VTT cette année-là.

### 2002-2003: débuts professionnels et première coupe du monde
Nicole Cooke devient cycliste professionnelle au début de l'année 2002, au sein de l'équipe ukrainienne Deia-Pragma-Colnago. Elle s'installe à Forlì, en Italie. Elle s'impose dès sa deuxième course, le Trofeo Citta Rosignano, en Italie,. Parmi d'autres victoires, elle acquiert un nouveau titre de championne de Grande-Bretagne sur route. Elle se rend ensuite aux Jeux du Commonwealth, où elle représente le pays de Galles. Dixième du contre-la-montre sur route et sixième de la course aux points sur piste, elle remporte la course en ligne sur route,,. L'équipe Deia-Pragma-Colnago rencontre des problèmes financiers. Nicole Cooke, comme plusieurs de ses coéquipières, ne perçoit plus son salaire. L'équipe va jusqu'à confisquer le vélo utilisé par Cooke en équipe nationale, peu avant ses premiers championnats du monde « élite ». À l'issue de cette saison, elle est sélectionnée pour le prix de la personnalité sportive galloise de l'année de la BBC.
Nicole Cooke signe pour la saison 2003 avec l'équipe Acca Due O, dont la leader est l'ancienne championne du monde Diana Žiliūtė. Cependant, un nouveau règlement de l'Union cycliste internationale limite la taille des équipes et contraint Acca-Due-O à se scinder. Cooke intègre alors la nouvelle équipe Ausra Gruodis-Safi, qui accueille les jeunes coureuses d'Acca-Due-O. Elle compte parmi ses coéquipières Rochelle Gilmore, avec qui elle vit à Trévise, et Giorgia Bronzini. En avril 2003, Nicole Cooke gagne deux manches de la coupe du monde, l'Amstel Gold Race et la Flèche wallonne, et prend la tête du classement individuel. Elle fait alors de la Coupe du monde sa priorité de la saison. En juin, elle accroît son avance en terminant deuxième de la course de Montréal, derrière Geneviève Jeanson. Durant la semaine suivante, elle chute lors de la deuxième étape du Tour du Grand Montréal en heurtant une moto garée sur la bord de la route. Elle tombe à nouveau fin juin au Tour du Trentin.
Elle parvient néanmoins à gagner le championnat de Grande-Bretagne, avant d'observer une période de repos. En août, elle remporte le Grand Prix de Plouay, septième manche de la Coupe du monde. En finissant cinquième du Tour de Nuremberg une semaine plus tard, elle s'assure la victoire finale de la Coupe du monde avant la dernière manche. Ayant été cette saison la première Britannique à gagner une course de Coupe du monde, elle est également la première à s'imposer au classement final. Âgée de 20 ans, elle est en outre la plus jeune des lauréates de cette compétition. En octobre, elle prend la troisième place du championnat du monde sur route, à Hamilton au Canada, derrière Susanne Ljungskog et Mirjam Melchers. En fin d'année, elle reçoit le prix de personnalité sportive de l'année de la BBC

### 2004-2005: chez Safi-Pasta Zara Manhattan
En 2004 et 2005, Nicole Cooke court pour l'équipe Safi-Pasta Zara Manhattan, nouveau nom de l'équipe Acca Due O. N'ayant pas encore récupéré de sa blessure au genou, elle doit renoncer à courir pendant plusieurs mois et ne peut défendre son titre en Coupe du monde. Elle est opérée en mai et reprend la compétition en juin après 8 mois d'arrêt. Elle remporte le championnat de Grande-Bretagne pour la cinquième fois,. En juillet, elle dispute le Tour d'Italie, principale course par étapes de l'année en l'absence de Tour de France,. À la veille de l'arrivée, Nicole Cooke est quatrième du classement général, la première place étant occupée par sa coéquipière Diana Žiliūtė. Elle remporte l'avant-dernière étape à la Madonna del Ghisallo, et prend la première place. Elle devient ainsi la première Britannique à gagner cette course. Elle devance au classement général Fabiana Luperini, quatre fois vainqueur de 1995 à 1998. Après ce succès, elle est considérée comme une favorite pour les Jeux olympiques d'Athènes. Elle y prend la cinquième place de la course en ligne, et la 19e place du contre-la-montre. Déçue de ce résultat, qu'elle attribue au manque de préparation qu'a engendré sa blessure, elle décide de ne pas participer aux compétitions sur piste prévues. En fin de saison, elle prend la 24e place du championnat du monde sur route à Vérone, en Italie.
Nicole Cooke commence la saison 2005 avec une victoire au Trofeo Citta di Rosignano en mars. Quelques jours plus tard, elle prend la deuxième place de la Primavera Rosa, troisième manche de la Coupe du monde. Elle s'impose la semaine suivante au Trofeo Alfredo Binda-Comune di Cittiglio. En avril, au Tour des Flandres, elle fait partie d'un groupe qui fait une erreur de parcours en suivant un véhicule de contrôle et n'est pas classé. Elle remporte ensuite le Grand Prix de Wallonie et la Flèche wallonne, cinquième manche de la Coupe du monde. Elle fait du Tour d'Italie, couru en juillet, le principal objectif de la saison. Elle ne peut cependant y défendre son titre : en conflit avec la Fédération cycliste italienne, le directeur de l'équipe Safi-Pasta Zara Maurizio Fabretto décide de boycotter les courses de cette dernière, dont le Tour d'Italie. En juin, Cooke est pour la sixième fois championne de Grande-Bretagne. Souffrant à nouveau du genou, elle n'est pas en mesure de disputer la manche de Coupe du monde qui a lieu au pays de Galles et subit une nouvelle opération. Fin septembre, elle est deuxième du championnat du monde sur route, à Madrid, où elle est battue au sprint par Regina Schleicher,.

### 2006: deuxième coupe du monde et numéro 1 mondiale
En 2006, Nicole Cooke rejoint l'équipe suisse Univega. Les Jeux du Commonwealth, qui ont lieu en mars, sont son principal objectif en début d'année. Sa préparation est perturbée par une fracture de la clavicule, due à une chute en décembre,, et par une autre chute trois semaines avant l'évènement lors de la Coupe du monde de Wellington,. Elle obtient néanmoins la médaille de bronze, derrière les Australiennes Natalie Bates et Oenone Wood.

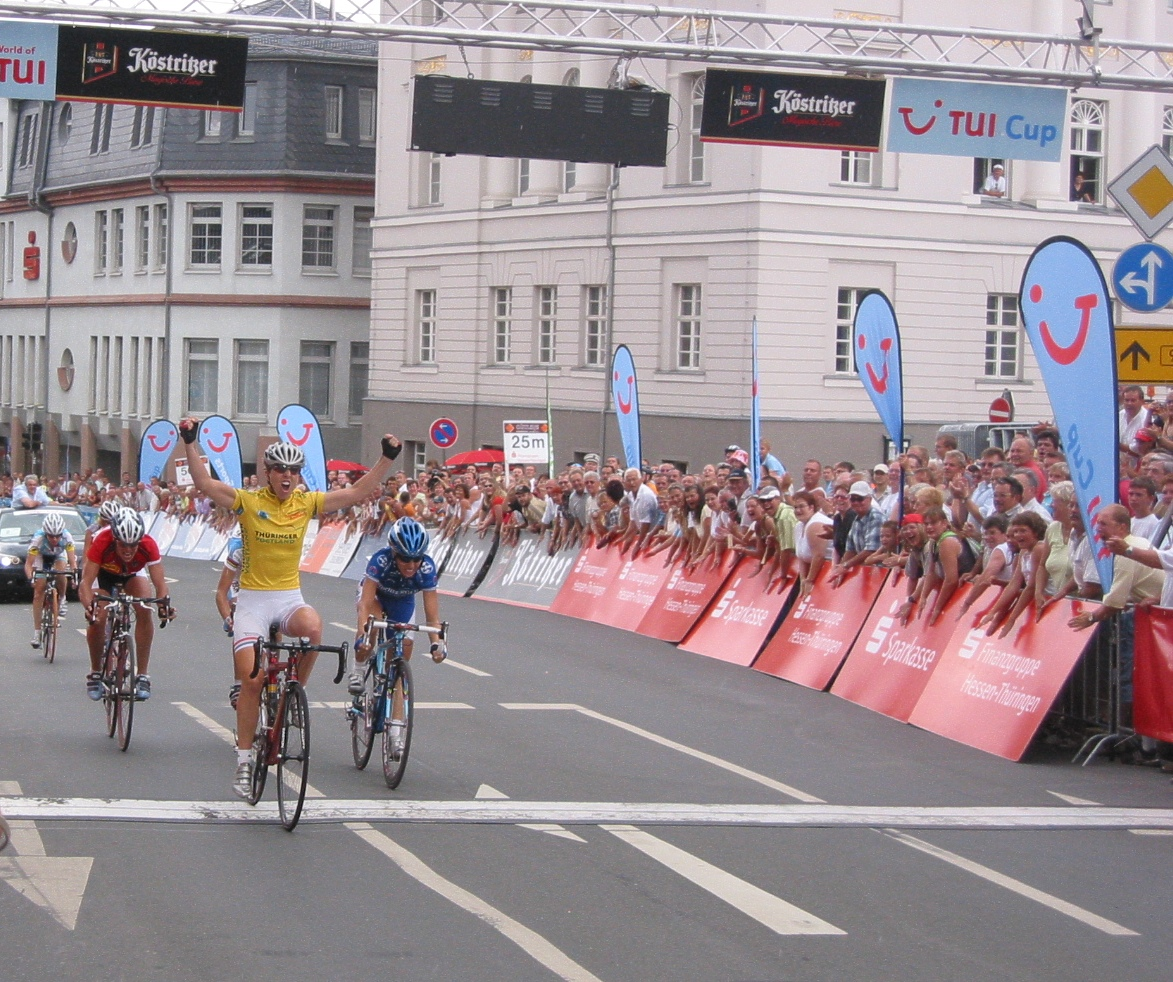
Nicole Cooke victorieuse lors du Tour de Thuringe.

En janvier, elle a commencé la Coupe du monde par une huitième place à la Geelong World Cup. En avril, elle se classe sixième du Tour des Flandres puis remporte pour la troisième fois la Flèche wallonne. En se classant cinquième du Tour de Berne, elle prend la première place du classement de la Coupe du monde. Après s'être imposée au Souvenir Magali Pache, elle remporte le Grand Prix de Castille-et-León, septième manche de la Coupe du monde. Fin mai, elle est deuxième de la manche suivante, à Montréal.
Toujours championne de Grande-Bretagne en juin, elle remporte en juillet deux étapes, dont celle arrivant en haut du mont Ventoux, et le classement général de la Grande Boucle Féminine Internationale, puis quatre étapes et le classement général du Tour de Thuringe. À la fin de ce mois, elle dispute deux manches de Coupe du monde : elle est deuxième de l'Open de Suède Vårgårda puis remporte avec ses coéquipières d'Univega l'Heure d'or féminine, un contre-la-montre par équipes. Après ces résultats, elle accède à la première place du classement UCI. Troisième du Grand Prix de Plouay, quatrième du Rotterdam Tour et cinquième du Tour de Nuremberg, elle gagne pour la deuxième fois la Coupe du monde. Fin septembre, aux championnats du monde, elle est cinquième du contre-la-montre et médaillée de bronze de la course en ligne, derrière Marianne Vos et Trixi Worrack.

### 2007
En 2007, l'équipe Univega devient Raleigh-Lifeforce et Nicole Cooke y poursuit sa carrière. Elle commence la saison 2007 en Australie avec une victoire au Geelong Tour, puis à la Geelong World Cup, première manche de la Coupe du monde. De retour en Europe, elle gagne le Grand Prix Costa Etrusca et le Trophée Alfredo Binda, puis le Tour des Flandres, deuxième manche de la Coupe du monde.
Elle conserve la première place de la Coupe du monde après les quatre manches suivantes où elle obtient des places d'honneur : elle est septième du Tour de Drenthe, deuxième de la Flèche wallonne, quatrième du Tour de Berne et cinquième à Montréal. Fin juin, elle remporte à nouveau la Grande Boucle féminine, en s'adjugeant l'étape contre-la-montre, puis en s'échappant avec sa coéquipière Priska Doppmann lors de la dernière étape dans les Pyrénées. Bien que douzième de l'Open de Suède Vårgårda en août, elle reste en tête de la coupe du monde. À la fin du mois, elle est pour la huitième fois championne de Grande-Bretagne sur route. Deuxième du Grand Prix de Plouay deux semaines plus tard, elle compte 80 points d'avance sur Marianne Vos au classement de la coupe du monde avant la dernière épreuve, le Tour de Nuremberg. Elle souffre cependant de nouveau au genou et ne peut préparer convenablement cette course. Elle en prend la 34e place, tandis que Vos s'impose au sprint. Le Tour de Nuremberg délivrant le double de points des autres courses, Marianne Vos remporte cette Coupe du monde avec 70 points d'avance sur Nicole Cooke. L'équipe Raleigh gagne néanmoins le classement par équipes. Devant subir une intervention chirurgicale au genou, Cooke renonce à participer aux championnats du monde sur route.

### 2008: championne olympique et championne du monde
En 2008, la fédération britannique de cyclisme crée une équipe féminine professionnelle, nommée Halford's Bikehut, dont Nicole Cooke est leader. Dave Brailsford, directeur de la performance au sein de la fédération, voit dans le lancement de cette équipe un grand pas en avant pour le cyclisme féminin britannique, et une étape avant la création du équipe professionnelle masculine. Pour Nicole Cooke, les Jeux olympiques de Pékin sont le principal objectif de l'année,. Vingtième du Trofeo Alfredo Binda, sa première course de l'année, seizième du Tour des Flandres et huitième de la Flèche wallonne, trois manches de coupe du monde, elle se dit satisfaite de la préparation effectuée par l'équipe de Grande-Bretagne à cette occasion.
En mai, elle est quatrième du Tour de l'Aude et y obtient sa première victoire de l'année en gagnant une étape. Le mois suivant, elle est troisième de la Grand Boucle féminine après avoir fini deuxième de l'étape reine, puis s'adjuge un neuvième titre de championne de Grande-Bretagne,. Bien qu'elle n'ait pas obtenu d'aussi bons résultats que les années précédentes, elle se déclare optimiste à l'approche des Jeux.
Le 10 août, elle est leader de l'équipe britannique pour la course en ligne des Jeux olympiques. Elle a pour coéquipières Emma Pooley et Sharon Laws. Les résultats récents de l'Allemande Judith Arndt font d'elle la grande favorite de cette course. Cooke figure parmi les principales concurrentes, avec Marianne Vos, Noemi Cantele. À treize kilomètres de l'arrivée, Cooke figure dans un groupe en tête de course, formé à la suite d'une attaque de Tatiana Guderzo, et comprenant également Christiane Soeder, Emma Johansson et Linda Villumsen. À l'arrivée, Cooke s'impose au sprint devant Johansson et Guderzo. Cette victoire s'inscrit dans la domination de l'équipe de Grande-Bretagne lors des compétitions cyclistes de ces Jeux : les Britanniques obtiennent 14 médailles, dont huit d'or. La médaille d'or de Nicole Cooke est la première pour un sportif gallois depuis 1972,. Trois jours après sa victoire, Cooke dispute le contre-la-montre. Elle en prend la quinzième place, tandis qu'Emma Pooley est médaillée d'argent.
Le mois suivant, après avoir pris la sixième place et gagné une étape du Tour de l'Ardèche, Cooke prend part aux championnats du monde sur route à Varèse, en Italie. Sur la course en ligne, elle suit l'attaque de Marianne Vos et se trouve dans un groupe composé également de Susanne Ljungskog, Emma Johansson, Judith Arndt et Trixi Worrack. Après de nombreux démarrages de la Néerlandaise, le titre se dispute au sprint. Nicole Cooke coiffe sur la ligne Marianne Vos et devient ainsi championne du monde.
À l'issue de cette saison, elle est désignée sportive de l'année par le Sunday Times et figure parmi les nommés pour les trophées de personnalité sportive britannique et galloise de l'année de la BBC,. En début d'année 2009, elle est faite membre de l'Ordre de l'Empire britannique (MBE).

### Dernières années de carrière cycliste
À la suite de la décision de la société Halford de se retirer de l'équipe féminine Halford's Bikehut pour sponsoriser une équipe masculine, Nicole Cooke crée en 2009 sa propre équipe. Bien qu'elle ait eu la possibilité de rejoindre des équipes étrangères, elle dit préférer travailler avec de jeunes cyclistes britanniques et, en l'absence d'équipe professionnelle du pays, ne voit pas d'autre possibilité que d'en créer une. Celle-ci est provisoirement nommée Vision 1 Racing, dans l'attente d'un sponsor éponyme. L'ambition de Cooke pour cette saison est de conserver son titre de championne du monde. En avril, elle se classe quatrième du Tour des Flandres et sixième de la Flèche wallonne, puis dixième du Tour de Berne en mai. Elle est ensuite cinquième du Tour de l'Aude, quatrième de l'Iurreta-Emakumeen Bira dont elle gagne deux étapes, puis remporte le Tour du Trentin-Haut-Adige-Tyrol-du-Sud. Fin juin, elle acquiert son dixième et dernier titre de championne de Grande-Bretagne. Durant l'été, elle est malade durant le Tour du Thuringe et ne parvient pas à le terminer, puis prend la sixième place du Grand Prix de Plouay et du Trophée d'or féminin. Lors du championnat du monde en septembre, elle n'est pas en mesure de défendre son titre et abandonne à mi-course.

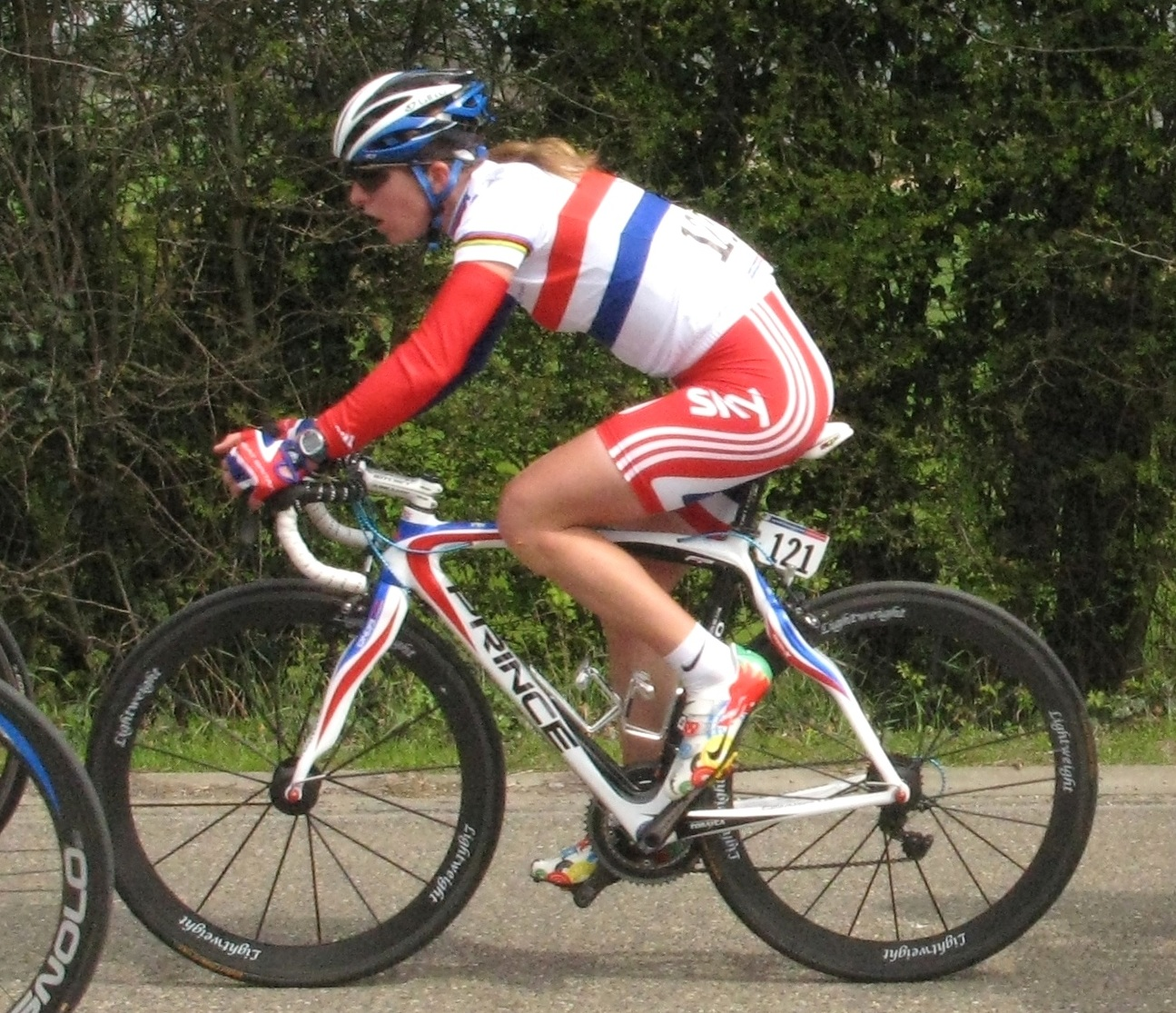
Nicole Cooke lors de la Flèche wallonne 2010

N'ayant pas trouvé de sponsor pour son équipe Vision 1, Nicole Cooke la dissout en fin d'année. Elle est recrutée pour la saison 2010 par l'équipe allemande Skyter, prolongement de l'équipe Nürnberger Versicherung, dont l'effectif comprend notamment l'ancienne championne du monde du contre-la-montre Amber Neben, et Trixi Worrack. L'entreprise Skyter décide cependant en décembre 2009 de ne pas s'engager, avançant des raisons financières,. Faute de sponsor, l'équipe court en 2010 sous le nom de Noris avec un effectif réduit, sans Nicole Cooke,. C'est avec le maillot de la Grande-Bretagne qu'elle dispute les premières manches de Coupe du monde de l'année. Elle est sixième du Trofeo Alfredo Binda, 28e du Tour des Flandres, 17e du Tour de Drenthe, et deuxième de la Flèche wallonne, gagnée par Emma Pooley. Elle se classe troisième de la course par étapes Gracia-Orlova en mai, puis gagne une étape contre-la-montre de l'Iurreta-Emakumeen Bira. Fin juin, elle perd le titre de championne de Grande-Bretagne qu'elle détient depuis 2001. La victoire s'y joue entre Cooke, Emma Pooley, Elizabeth Armitstead et Sharon Laws. Cooke trouve injuste que ces trois coureuses, coéquipières au sein de la formation Cervélo, aient eu une tactique d'équipe contre elle. Elle prend la troisième place, derrière Pooley et Armitstead. Au championnat du monde en octobre, elle manque de peu une nouvelle médaille. Elle termine quatrième, battue au sprint par Giorgia Bronzini, Marianne Vos et Emma Johansson.
En 2011, Nicole Cooke rejoint la nouvelle équipe italienne MCipollini-Giordana, avec notamment deux autres anciennes championne du monde, Marta Bastianelli et Tatiana Guderzo. Son meilleur résultat durant le début d'année est une cinquième place lors de la Flèche wallonne. En juin, elle est deuxième du championnat de Grande-Bretagne, derrière Elizabeth Armitstead. Elle gagne en juillet une étape du Tour d'Italie, après plus d'une année sans victoire. Le mois suivant, elle prend la troisième place de l'Open de Suède Vargarda. Au championnat du monde à Copenhague, elle s'apprête à lancer le sprint d'Elizabeth Armitstead en fin de course lorsque celle-ci chute. Cooke dispute alors la victoire et prend comme en 2009 la quatrième place, derrière Giorgia Bronzini, Marianne Vos et Ina-Yoko Teutenberg.
En 2012, Nicole Cooke court pour l'équipe Faren-Honda. Elle obtient la dernière victoire de sa carrière en avril, en gagnant une étape de l'Energiewacht Tour. Elle dispute pour la troisième fois les Jeux olympiques. Elle n'est plus leader de l'équipe de Grande-Bretagne, statut attribué désormais à Armitstead. Cooke est 31e de la course en ligne, tandis qu'Armitstead décroche la médaille d'argent. En septembre, elle est 60e de son dernier championnat du monde. Marianne Vos y réalise le même exploit qu'elle quatre ans plus tôt en acquérant la même année les titres de championne olympique et du monde.
Le 14 janvier 2013, Nicole Cooke annonce la fin de sa carrière cycliste,. Pour cette occasion, elle dénonce : le manque de soutien au sport cycliste féminin durant sa jeunesse par la fédération britannique ; le dopage dont elle a notamment été témoin à ses débuts ; les athlètes dopés qui gagnent plus durant leur carrière puis qui s'enrichissent encore lors de la parution de leurs aveux ; les équipes cyclistes féminines qui ne versent pas à leurs coureuses les salaires promis ; l'UCI qui n'a pas selon elle suffisamment soutenu le sport féminin qui a perdu en l'espace de dix ans ses principales courses.

## Palmarès

### Palmarès année par année
| - 1999 - Championne de Grande-Bretagne sur route - 2000 - Championne du monde juniors sur route - 9e du championnat du monde juniors du contre-la-montre - 2001 - Championne du monde juniors sur route - Championne du monde juniors du contre-la-montre - Championne de Grande-Bretagne sur route - 2002 - Vainqueur de la course en ligne des Jeux du Commonwealth - Championne de Grande-Bretagne sur route - 2e étape du Tour Midi-Pyrénées - Trofeo Città di Rosignano - 3e du Tour de Castille-Léon - 3e du Tour Midi-Pyrénées - 5e de la Flèche wallonne - 2003 - Classement final de la Coupe du monde - Championne de Grande-Bretagne sur route - Flèche wallonne féminine - Amstel Gold Race - Grand Prix de Plouay - 6e étape du Holland Ladies Tour - 3e étape du Tour de Toscane féminin-Mémorial Michela Fanini - 2e de la Coupe du monde cycliste féminine de Montréal - 3e du championnat du monde sur route - 3e du Tour de Romagne - 5e du Tour de Nuremberg - 2004 - Championne de Grande-Bretagne sur route - Tour d'Italie féminin : - Classement général - 8e étape - 1re étape du Tour de Toscane féminin-Mémorial Michela Fanini - T-Mobile Classic - 2e du Tour de Toscane féminin-Mémorial Michela Fanini - 5e de la course en ligne des Jeux olympiques - 2005 - Championne de Grande-Bretagne sur route - Flèche wallonne féminine - Trophée Citta di Rosignano - Trofeo Alfredo Binda-Comune di Cittiglio - Grand Prix de Wallonie - Grand Prix international de Dottignies - 6e étape du Holland Ladies Tour - 2e étape du Tour de Toscane féminin-Mémorial Michela Fanini - 2e du championnat du monde sur route - 2e de la Primavera Rosa - 2006 - Classement final de la Coupe du Monde - Championne de Grande-Bretagne sur route - Vainqueur de la Coupe d'Allemagne - Flèche wallonne - Tour de Castille-Léon - Souvenir Magalie Pache - La Grande Boucle féminine internationale : - Classement général - Prologue et 4e étape - Tour de Thuringe féminin : - Classement général - 2e, 4e, 5e et 6e étapes - L'Heure d'Or féminine - 2e de la Coupe du monde cycliste féminine de Montréal - 2e de la course en ligne de l'Open de Suède Vårgårda - 2e de la Coppa Spagna - 3e du championnat du monde sur route - 3e de la course en ligne des Jeux du Commonwealth - 3e du Grand Prix de Plouay - 4e du Rotterdam Tour - 4e du Tour du Trentin international féminin - 5e du championnat du monde sur route du contre-la-montre - 5e du Tour de Berne - 5e du Tour de Nuremberg - 6e du Tour des Flandres féminin - 8e de la Geelong World Cup | - 2007 - Championne de Grande-Bretagne sur route - Geelong World Cup - Geelong Tour - Tour des Flandres - Grand Prix Costa Etrusca / Castellina - Santa Luce - Trofeo Alfredo Binda-Comune di Cittiglio - Grand Prix Cham-Hagendorn - Rund um die Rigi - La Grande Boucle féminine internationale : - Classement général - 3eb étape (contre-la-montre) - 2e étape de l'Albstadt-Frauen-Etappenrennen - 2e de la Flèche wallonne - 2e du Grand Prix de Plouay - 4e du Tour de Berne - 5e de la Coupe du monde cycliste féminine de Montréal - 7e de l'Univé Tour de Drenthe - 2008 - Championne olympique de la course en ligne - Championne du monde sur route - Championne de Grande-Bretagne sur route - 1re étape du Tour de l'Aude - 1re étape du Tour de l'Ardèche - 3e de la Grande Boucle Féminine Internationale - 8e de la Flèche wallonne - 2009 - Championne de Grande-Bretagne sur route - 2e et 4e étapes de l'Emakumeen Bira - Tour du Trentin-Haut-Adige-Tyrol-du-Sud : - Classement général - 2e étape - 4e du Tour des Flandres - 6e de la Flèche wallonne - 6e du Grand Prix de Plouay - 10e du Tour de Berne - 2010 - 3e étape de l'Iurreta-Emakumeen Bira - 2e de la Flèche wallonne - 2e de Gracia Orlova - 3e du championnat de Grande-Bretagne sur route - 4e du championnat du monde sur route - 6e du Trofeo Alfredo Binda-Comune di Cittiglio - 8e du GP de Valladolid - 2011 - 5e étape du Tour d'Italie féminin - 2e du championnat de Grande-Bretagne sur route - 3e de la course en ligne de l'Open de Suède Vårgårda - 4e du championnat du monde sur route - 5e de la Flèche wallonne - 2012 - 5e étape de l'Energiewacht Tour |

### Manches de Coupe du monde
Légende: pdc indique que la course n'a pas eu lieu ou ne faisait alors pas partie de la coupe du monde. Un "-" indique une non participation ou que Nicole Cooke était au-delà de la dernière place classée.
| Année | Australia World Cup | Primavera Rosa | Tour des Flandres | Amstel Gold Race | Flèche wallonne | Tour de Berne | GP Castilla y León | Coupe du monde cycliste féminine de Montréal | Open de Suède Vårgårda | L'Heure D'Or Féminine | Grand Prix de Plouay | Lowland International Rotterdam Tour | Tour de Nuremberg |
| ----- | ------------------- | -------------- | ----------------- | ---------------- | --------------- | ------------- | ------------------ | -------------------------------------------- | ---------------------- | --------------------- | -------------------- | ------------------------------------ | ----------------- |
| 2002  | -                   | 20e            | -                 | pdc              | 5e              | pdc           | -                  | -                                            | pdc                    | pdc                   | -                    | -                                    | -                 |
| 2003  | -                   | 26e            | pdc               | Vainqueur        | Vainqueur       | pdc           | 14e                | 2e                                           | pdc                    | pdc                   | Vainqueur            | -                                    | 5e                |
| 2004  | -                   | -              | -                 | pdc              | -               | pdc           | -                  | -                                            | pdc                    | pdc                   | -                    | -                                    | -                 |
| 2005  | -                   | 2e             | -                 | pdc              | Vainqueur       | -             | -                  | -                                            | pdc                    | pdc                   | -                    | -                                    | -                 |
| 2006  | 8e                  | pdc            | 6e                | pdc              | Vainqueur       | 5e            | Vainqueur          | 2e                                           | 2e                     | Vainqueur             | 3e                   | 4e                                   | 5e                |

| Année | Australia World Cup | Trofeo Alfredo Binda-Comune di Cittiglio | Ronde van Drenthe | Tour des Flandres | Flèche wallonne | Tour de Berne | Grand Prix de la Ville de Valladolid | Coupe du monde cycliste féminine de Montréal | Open de Suède Vårgårda | Grand Prix de Plouay | Tour de Nuremberg |
| ----- | ------------------- | ---------------------------------------- | ----------------- | ----------------- | --------------- | ------------- | ------------------------------------ | -------------------------------------------- | ---------------------- | -------------------- | ----------------- |
| 2007  | Vainqueur           | pdc                                      | 7e                | Vainqueur         | 2e              | 5e            | pdc                                  | 5e                                           | 12e                    | 2e                   | 34e               |
| 2008  | -                   | 20e                                      | -                 | 16e               | 8e              | -             | pdc                                  | -                                            | -                      | -                    | -                 |
| 2009  | pdc                 | -                                        | -                 | 4e                | -               | 10e           | pdc                                  | -                                            | 32e                    | 6e                   | -                 |
| 2010  | pdc                 | 6e                                       | 17e               | 28e               | 2e              | pdc           | 8e                                   | pdc                                          | -                      | -                    | pdc               |
| 2011  | pdc                 | -                                        | 31e               | -                 | 5e              | pdc           | 44e                                  | pdc                                          | 3e                     | 70e                  | pdc               |

### Grands tours

#### Grande Boucle
- 2006 :  Vainqueur, vainqueur des 1re et 4e étapes. Porteuse du maillot de leader à partir de la première étape. Vainqueur du classement par points[96].

- 2007 :  Vainqueur, vainqueur de l'étape 3b. Porteuse du maillot de leader à partir de l'étape 3b.
- 2008 : 3e.

#### Tour de l'Aude
- 2008 : 4e, vainqueur de la 1re étape[97].
- 2009 : 5e.

#### Tour d'Italie
- 2004 :  Vainqueur, vainqueur de la 8e étape. Porteuse du maillot de leader de la 8e et 9e étape[98].
- 2011 : 29e, vainqueur de la 5e étape.

### Classement UCI
Le tableau suivant retrace la place de Nicole Cooke au classement UCI à la fin de chaque saison de 2000 à 2012. Elle en occupe la première place à la fin de l'année 2006.
| Année          | 2000 | 2001 | 2002 | 2003 | 2004 | 2005 | 2006 | 2007 | 2008 | 2009 | 2010 | 2011 | 2012 |
| Classement UCI | 118e | 136e | 28e  | 4e   | 12e  | 9e   | 1re  | 2e   | 4e   | 14e  | 12e  | 14e  | 129e |
| Coupe du monde | -    | -    | 36e  | 1re  | -    | 9e   | 1re  | 2e   | -    | 12e  | 10e  | 13e  | 98e  |